# Fluss Kapotaksha
Der Kapotaksha (Sanskrit) oder Kobodak (bengalisch কপোতাক্ষ নদ Kapōtākṣa Nada), Kabadak oder Kopotakkho ist ein Fluss in Bangladesch. Besondere Bekanntheit erlangte der Fluss durch ein Sonnett, mit dem ihn der bekannte bengalische Dichter Michael Madhusudan Dutt besang.

## Ursprung des Flusses
Obwohl der Kopothakho aus dem Mathhabhanga-Fluss stammt, wurde er von seiner Quelle getrennt. Heute ist er hauptsächlich ein Nebenfluss des Bhairab-Flusses. Der Fluss fließt durch die Distrikte Jessore, Satkhira und Khulna und trifft schließlich im Distrikt Khulna auf den Kholpetua-Fluss. Die Strömung des Flusses ist Gezeitenströmung.

## Aktuelle Situation
Der Fluss schrumpft aufgrund von Eingriffen  Verschiedene Organisationen haben die Behörden aufgefordert, Initiativen zur Rettung des Flusses zu ergreifen.

## In der Populärkultur
Das Kopothakho tauchte erstmals in dem berühmten Gedicht „Kopotakkho Nod“ von Michael Madhusudan Dutt auf. Es war eines der ersten von Dutt eingeführten Sonetts der bengalischen Literatur. Später entstanden zahlreiche weitere Werke auf der Grundlage dieses Gedichts. 
Der Kapotaksha Express ist ein bekannter Zug der Bangladesh Railway, der zwischen Khulna und Rajshahi verkehrt.